# Distretto di Phop Phra
Il distretto di Phop Phra (in thailandese: พบพระ) è un distretto (amphoe) della Thailandia, situato nella provincia di Tak.